# Eurycorypha fallax
Eurycorypha fallax är en insektsart som först beskrevs av Brunner von Wattenwyl 1884.  Eurycorypha fallax ingår i släktet Eurycorypha och familjen vårtbitare. Inga underarter finns listade i Catalogue of Life.